# Henri Auguste
Henri Auguste (19 marzo 1759 – Giamaica, 14 settembre 1816) è stato un orafo francese operante in stile neoclassico.

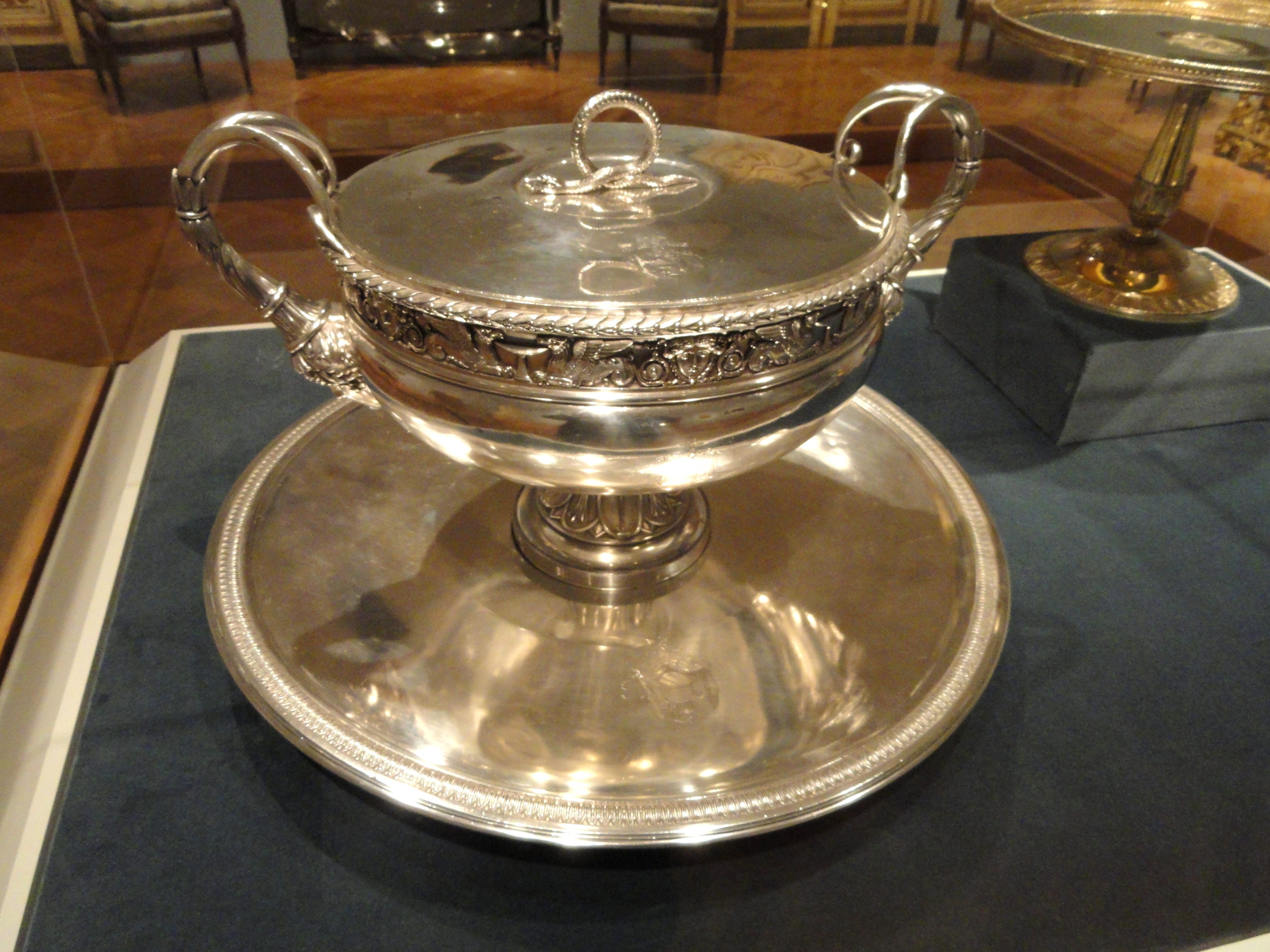
Zuppiera coperta con vassoio, 1798-1809, di Henri Auguste

In collaborazione con lo scultore Jean Guillaume Moitte, che gli forniva disegni e modelli, divenne uno dei principali creatori dello stile impero nell'oreficeria, rivale di Jean-Baptiste-Claude Odiot e Martin-Guillaume Biennais.

## Biografia
Era l'unico figlio dell'argentiere reale Robert Joseph Auguste (1723-1805), di cui rilevò la bottega nel 1784-1785. Continuò a ricevere il patrocinio ufficiale di Luigi XVI, dal 1784, fino a Napoleone Bonaparte, e dalla città di Parigi, che gli ordinò un grande servizio d'argento, nel 1804, in occasione dell'Incoronazione di Napoleone. Dei 425 pezzi, la maggior parte vennero fusi sotto Carlo X, e 24 pezzi sono esposti nella sala da pranzo del castello di Malmaison. Tra i suoi mecenati privati c'era William Beckford, iniziato al lavoro da Moitte e Auguste in Portogallo, dove vide la toilette di Madame d'Aranda nel 1787 e disse "di gran lunga il capolavoro più squisito che abbia mai visto". Tra il 1788 e il 1802 Beckford acquistò da Auguste quattro brocche, una in oro e le altre in argento dorato; due erano dotate di bacini.
Auguste ricevette una medaglia d'oro alla 3ª Esposizione dell'Industria a Parigi nel 1802. Tuttavia, dichiarò bancarotta nel 1806, anche se gli fu dato il tempo di mettere in ordine i suoi affari. Venne arrestato a Dieppe, nel 1809, con 94 casse da imballaggio contenenti denaro, strumenti scientifici e mobili, mentre tentava di fuggire in Inghilterra e fu imputato di bancarotta fraudolenta, ma riuscì a rifugiarsi in Inghilterra nel 1809.
Nel 1810, il suo rivale Odiot acquistò dalla sua bottega alcuni disegni, tra cui quello di una cantinetta per il vino dal servizio dei banchetti della città di Parigi, attribuito a Moitte e recante il marchio della collezione di Odiot, oggi al J. Paul Getty Museum.
Henri Auguste morì in Giamaica nel 1816.
Una zuppiera e un supporto in argento dorato, realizzati nel 1787 da Auguste per Tommaso di Somma, marchese di Circello, furono acquistati per la collezione reale nel 1801.
Un ritratto di famiglia, La famiglia dell'argentiere Henri Auguste riunita intorno a un tavolo, dipinto da François Gérard nel 1798, mostra la coppia vestita alla moda e i loro due giovani figli, raggruppati attorno a un tavolo alla luce di una lampada ombreggiante.